# Bruant de Brewer
Spizella breweri
Espèce
Statut de conservation UICN

 LC  : Préoccupation mineure
Le Bruant de Brewer (Spizella breweri) est une espèce de passereau de la famille des Passerellidae originaire du continent nord-américain.

## Description morphologique
Ce passereau de 13 cm de longueur en moyenne est gris-beige sur les parties supérieures, rayé de brun sombre, et gris clair, sans marques, sur les parties inférieures. Il présente sur le crâne une calotte triangulaire finement rayée. La face est grise mais les joues sont plus sombres et beiges, délimitées par une ligne brune qui traverse l'œil, encercle la région auriculaire, puis retourne vers le bec en dessous de l'œil. Une autre marque, située en dessous de la précédente, part en oblique de l'œil, et forme une petite "moustache". La couleur grise du ventre s'étend sur la nuque en une sorte de collier. Le bec et les pattes sont rosés, mais l'arête supérieure du bec est sombre ; les yeux sont noirs et encerclés d'une fine ligne blanche.

## Comportement

### Vocalisations
Les chants sont des trilles un peu bourdonnantes, parfois assez longues. Le cri d'appel, souvent émis en vol, est un "sip" doux.

## Répartition et habitat
Il existe deux populations de Bruants de Brewer : une qui niche dans les prairies alpines des Montagnes Rocheuses du Yukon, l'autre qui vit dans les zones arides caractérisées par la présence d'Artemisia tridentata.
Cette espèce se cantonne à la partie ouest du continent nord-américain. Elle vit au Canada et aux États-Unis, du Yukon jusqu'au sud de la Californie, à l'Arizona et au Nouveau-Mexique. Elle est absente de la bande littorale jouxtant l'océan Pacifique.

Carte de répartition
Aire de nidification
Voie migratoire
Aire d'hivernage